# Anomala costifera
Anomala costifera är en skalbaggsart som beskrevs av Edmund Reitter 1895. Anomala costifera ingår i släktet Anomala och familjen Rutelidae. Inga underarter finns listade i Catalogue of Life.